# Skrænten Cyclocross Club
Skrænten Cyclocross Club (в переводе с дат. — «Велокроссовый клуб Скрентен») — датский любительский велосипедный клуб, расположенный в Копенгагене.

## История клуба
Skrænten Cyclocross Club был основан в 1992 году группой энтузиастов велокросса. Клуб быстро стал одним из ведущих в Дании в этом виде велоспорта.

## Деятельность
Основная деятельность клуба включает:
- Организацию и проведение соревнований по велокроссу в Копенгагене и по всей Дании;
- Тренировки и подготовку гонщиков клуба к соревнованиям;
- Популяризацию велокросса и привлечение новых участников в этот вид велоспорта.

За годы своего существования гонщики Skrænten Cyclocross Club добились множества побед на национальных и международных соревнованиях по велокроссу.
Клуб активно участвует в организации мероприятий, таких как двойные гоночные уикенды в Роскилле совместно с Johnny Cash Cykelklub, включая соревнования для лицензированных гонщиков и любителей. Эти события, такие как «Cash & Kaniner Cyklecross» и «Challenge Cross-Cup», привлекают широкий круг участников и способствуют развитию велокросса в Дании.
Клуб располагает собственной тренировочной базой в Копенгагене, включающей велотрек и оборудованные трассы для велокросса. В клубе состоят как любители, так и профессиональные гонщики, которые участвуют в различных соревнованиях, включая национальные и международные турниры.
Так, Расмус Гётке, профессиональный велогонщик, призёр чемпионата Дании по велокроссу среди гонщиков до 23 лет, с 2019 по 2023 годы выступал за Skrænten Cyclocross Club.
Skrænten Cyclocross Club активно участвует в различных соревнованиях, включая Кубок Дании по велокроссу.
Skrænten Cyclocross Club является одним из ведущих датских клубов в своей специализации, внося значительный вклад в развитие велокросса в Дании и на международной арене.